# Aorsi
Aorsi su bili najistočnije sarmatsko pleme, koje je obitavalo na donjem toku Volge i na istoku sve do Aralskog jezera. U kineskim izvorima nazivaju ih imenom "Yen-Ts’ai". Aorsi su pokoreni od Rimljana 49. godine, a oko 200. godine su ih asimilirala druga sarmatska plemena. 